# Sustitución nucleófila
En química, una sustitución nucleófila es un tipo de reacción de sustitución en la que un nucleófilo, "rico en electrones", reemplaza en una posición electrófila, "pobre en electrones", de una molécula a un átomo o grupo, denominados grupo saliente.
Es un tipo de reacción fundamental en química orgánica, donde la reacción se produce sobre un carbono electrófilo. Aunque reacciones de sustitución nucleófila también pueden tener lugar sobre compuestos inorgánicos covalentes.
Si ignoramos las cargas formales, en química orgánica la reacción general de sustitución nucleófila consiste en:
Nu: + R-L → R-Nu + L:
El nucleófilo Nu, mediante su par de electrones (:), reemplaza en el sustrato R-L, donde R es el electrófilo, al grupo saliente L, el cual se lleva consigo un par de electrones. El nucleófilo puede ser una especie neutra o un anión, mientras el sustrato puede ser neutro o tener carga positiva (catión).
Un ejemplo de sustitución nucleófila es la hidrólisis de un bromuro de alquilo, R-Br, bajo condiciones alcalinas, donde el nucleófilo es el OH− y el grupo saliente es el Br−.
R-Br + OH− → R-OH + Br−
Las reacciones de sustitución nucleófila son frecuentes en química orgánica, y pueden ser categorizadas de forma general según tengan lugar sobre un carbono saturado o sobre un carbono aromático o insaturado.

## Sustituciones nucleófilas sobre carbonos saturados

### Reacciones SN2 y SN1
Al estudiar las reacciones de sustitución nucleófila en haluros de alquilo y compuestos relacionados se observó que tenían lugar dos tipos de mecanismo de reacción. Los dos mecanismos son el SN2 y el SN1, donde S significa sustitución, N simboliza nucleófilo y el número representa el orden de reacción.
La reacción SN2 (sustitución nucleófila bimolecular) tiene lugar en una única etapa en la que la adición del nucleófilo y la eliminación del grupo saliente se producen simultáneamente. Por tanto es una reacción concertada. La SN2 está favorecida cuando la posición del átomo de carbono electrófilo es fácilmente accesible al nucleófilo. En cambio la reacción SN1 (sustitución nucleófila unimolecular) implica dos etapas. En la primera tiene lugar la salida del grupo saliente y la formación del intermedio carbocatión (etapa determinante de la velocidad) y, a continuación, en la segunda, el nucleófilo se une a este. La SN1 tiende a ser importante cuando el átomo de carbono del sustrato está rodeado de grupos voluminosos, debido tanto a que tales grupos interfieren estéricamente con la reacción SN2 como a que los carbonos más sustituidos forman carbocationes más estables.
| Factor                      | SN1                                                                     | SN2                                                                  | Comentarios                                           |
| Cinética                    | Velocidad=k[RX] mol l-1 s-1                                             | Velocidad=k[RX][Nu] mol l-1 s-1                                      |                                                       |
| Sustrato metílico (CH3X)    | Nunca.                                                                  | Siempre.                                                             | Carbocatión metilo muy inestable.                     |
| Sustrato primario (RCH2X)   | Nunca, salvo estabilización por resonancia del carbocatión.             | Buena, salvo impedimento estérico.                                   | Eliminación con bases fuertes e impedimento estérico. |
| Sustrato secundario (R2CHX) | Regular. Favorecida por disolvente polar prótico y buen grupo saliente. | Regular. Favorecida por disolvente polar aprótico y buen nucleófilo. | Eliminación con bases.                                |
| Sustrato terciario (R3CX)   | Siempre.                                                                | Nunca.                                                               | Eliminación con aumento de temperatura o bases.       |
| Grupo saliente              | Importante.                                                             | Importante.                                                          | Para haluros: I− > Br− > Cl− >> F−.                   |
| Nucleófilo                  | Sin importancia, salvo competencia.                                     | Importante.                                                          |                                                       |
| Solvente preferido          | Polar prótico.                                                          | Polar aprótico.                                                      |                                                       |
| Estereoquímica              | No esteroespecífica. Mezcla racémica.                                   | Esteroespecífica. Inversión de configuración.                        |                                                       |
| Transposiciones             | Común.                                                                  | N.º                                                                  | Reacciones secundarias con intermedios carbocationes. |
| Eliminaciones               | Común, compite con la sustitución.                                      | Sólo en condiciones que lo favorezcan.                               |                                                       |

### Reacciones de sustitución nucleófila
Existen muchas reacciones en química orgánica que implican este tipo de mecanismos. Ejemplos habituales incluyen:
- Reducciones orgánicas con hidruros, por ejemplo:

R-X → R-H usando LiAlH4   (SN2)
- Reacciones de hidrólisis tales como:

R-Br + OH− → R-OH + Br−   (SN2) o
R-Br + H2O → R-OH + HBr   (SN1)
- Síntesis de éteres:

R-Br + −OR' → R-OR' + Br−   (SN2)

## Sustitución nucleófila sobre carbonos saturados
La sustitución nucleófila vía mecanismos SN1 o SN2 no tiene lugar con haluros de arilo o vinilo, o compuestos relacionados. Bajo ciertas condiciones pueden llegar a producirse sustituciones nucleófilas a través de otros mecanismos (véase sustitución nucleófila aromática).
Cuando la sustitución sucede en el grupo carbonilo, el grupo acilo sufre lo que se conoce como una sustitución nucleófila acílica. Este es el modo normal de sustitución con derivados de ácido carboxílico tales como haluros de acilo, anhídridos carboxílicos, ésteres o amidas.